# Cirrospilus biguttatus
Cirrospilus biguttatus är en stekelart som först beskrevs av Girault 1913.  Cirrospilus biguttatus ingår i släktet Cirrospilus och familjen finglanssteklar. Inga underarter finns listade i Catalogue of Life.